# بريستوود (باركشير)
بريستوود (بالإنجليزية: Priestwood)‏ هي قرية تقع في المملكة المتحدة في جنوب شرق إنجلترا.